# إيرلان إدريسوف
إيرلان إدريسوف (بالكازاخية: Ерлан Әбілфайызұлы Ыдырысов) (مواليد 28 أبريل 1959 في كاركارالينسك في أوبليس كراغندي)، هو سياسي كازاخي ووزير الخارجية منذ 28 سبتمبر 2012 وشغل ذات المنصب من 1999 إلى 2002.